# Edme-Louis Daubenton
Edme Daubenton era primo del  naturalista francés, Louis Jean-Marie Daubenton. Georges-Louis Leclerc de Buffon lo contrató para supervisar las ilustraciones en color de la monumental  Histoire naturelle  (1749-1789). Las "Planches enluminée" comenzaron a aparecer en 1765 y finalmente contó 1.008 planchas, todas grabadas por François-Nicolas Martinet (1731-1800) y pintadas a mano por Edme Daubenton.